# Humber Arm South
Humber Arm South is een gemeente (town) in de Canadese provincie Newfoundland en Labrador. De gemeente ligt aan de Bay of Islands aan de westkust van het eiland Newfoundland.

## Geschiedenis
De gemeente werd in 1971 opgericht als Halfway Point-Benoit's Cove-John's Beach-Frenchman's Cove met de status van rural district. In 1980 werd die lokale bestuursvorm door de provincieoverheid afgeschaft en werden alle rural districts automatisch towns. In 1996 veranderde de gemeente haar naam tot Humber Arm South.

## Geografie
Humber Arm South ligt aan de zuidkust van Humber Arm, de grootste en meest zuidelijke arm van de Bay of Islands. De gemeente ligt zo'n 10 km ten westen van Corner Brook, de enige stad in West-Newfoundland.
Vrijwel alle bebouwing van Humber Arm South ligt langsheen Route 450, die de kust volgt. Langsheen die provincieweg liggen de vier dorpen die samen de gemeente vormen: Frenchman's Cove, Benoit's Cove, John's Beach en Halfway Point.

## Demografie
Humber Arm South maakt deel uit van de Agglomeratie Corner Brook. Demografisch gezien is de gemeente, net zoals de meeste gemeenten op Newfoundland, al decennia aan het krimpen. Tussen 1981 en 2021 daalde de bevolkingsomvang van 2.214 naar 1.537. Dat komt neer op een daling van 677 inwoners (-30,6%) in 40 jaar tijd.
| Demografische ontwikkeling van Humber Arm South tussen 1971 en 2021  |
| -------------------------------------------------------------------- |
|                                                                      |
| Bron: Statistics Canada (1951–1986, 1991–2001, 2006–2011, 2016–2021) |

### Taal
In 2021 had 99% van de inwoners van Humber Arm South het Engels als moedertaal; alle anderen waren die taal machtig. Hoewel slechts tien mensen (0,7%) het Frans als moedertaal hadden, waren er 25 mensen die die andere Canadese landstaal konden spreken (1,6%). Zo'n tien mensen waren anno 2021 een andere taal dan het Engels of Frans machtig.